# Lahgyenpohjai járás

A Lahgyenpohjai járás Karéliában

A Lahgyenpohjai járás (oroszul Лахденпо́хский район) Oroszország egyik járása Karéliában. Székhelye Lahgyenpohja.

## Népesség
- 2002-ben 16 391 lakosa volt, melyből 13 525 orosz (82,5%), 1 067 fehérorosz (6,5%), 703 ukrán (4,3%), 348 karjalai (2,1%), 159 csuvas, 142 tatár, 115 finn, 50 lengyel, 36 örmény, 21 vepsze, 20 baskír, 20 litván, 15 észt, 15 német, 14 mordvin, 11 azeri, 11 kazah, 11 moldáv.
- 2010-ben 14 235 lakosa volt.